# V341 Андромеды
V341 Андромеды (лат. V341 Andromedae) — двойная звезда в созвездии Андромеды на расстоянии приблизительно 2980 световых лет (около 914 парсеков) от Солнца. Видимая звёздная величина звезды — от +8,94m до +8,63m.

## Характеристики
Первый компонент — красный гигант, пульсирующая медленная неправильная переменная звезда (LB) спектрального класса M5. Масса — около 1,623 солнечной, радиус — около 141,79 солнечных, светимость — около 2148,107 солнечных. Эффективная температура — около 3300 K.
Второй компонент — коричневый карлик. Масса — около 15,37 юпитерианских. Удалён на 1,758 а.е..